# Gampong Baro Wt
Gampong Baro Wt is een bestuurslaag in het regentschap Aceh Barat van de provincie Atjeh, Indonesië. Gampong Baro Wt telt 77 inwoners (volkstelling 2010).